# Johannes Bech
Johannes Bech, född 1867, död 1950, var en dansk författare.
Johannes Bech arbetade som lantbrukare och handelsresande i en rad europeiska länder. Han var främst verksam som författare av historiska ungdomsböcker, men skrev även vuxenböcker.